# Криничненська сільська рада (Устинівський район)
| Криничненська сільська рада — колишній орган місцевого самоврядування у Устинівському районі Кіровоградської області з адміністративним центром у с. Криничне. Сільській раді були підпорядковані населені пункти: - с. Криничне - с. Нариманівка - с. Новоустинівка - с. Садки |

## Колишні населені пункти
- Любиме

## Склад ради
Рада складалася з 16 депутатів та голови.

### Керівний склад ради
| ПІБ                       | Основні відомості                                                                                  | Дата обрання | Дата звільнення |
| ------------------------- | -------------------------------------------------------------------------------------------------- | ------------ | --------------- |
| Коваль Микола Миколайович | Сільський голова, 1964 року народження, освіта, член Всеукраїнського об'єднання 'Батьківщина'      | 26.03.2006   | 31.10.2010      |
| Коваль Микола Миколайович | Сільський голова, 1964 року народження, освіта вища, член Всеукраїнського об'єднання 'Батьківщина' | 31.10.2010   |                 |

Примітка: таблиця складена за даними джерела

## Населення
Згідно з переписом УРСР 1989 року чисельність наявного населення сільської ради становила 1774 особи, з яких 813 чоловіків та 961 жінка.
За переписом населення України 2001 року в сільській раді мешкали 1624 особи.

### Мова
Розподіл населення за рідною мовою за даними перепису 2001 року:
| Мова       | Відсоток |
| ---------- | -------- |
| українська | 96,29 %  |
| російська  | 1,79 %   |
| молдовська | 0,74 %   |
| вірменська | 0,68 %   |
| білоруська | 0,37 %   |